# Пуй, Люка
Люка Пуй (фр. Lucas Pouille; родился 23 февраля 1994 года в Гранд-Сент, Франция) — французский профессиональный теннисист; победитель пяти турниров ATP в одиночном разряде; победитель Кубка Дэвиса (2017) в составе национальной сборной Франции; полуфиналист одного турнира Большого шлема в одиночном разряде Открытый чемпионат Австралии-2019

## Общая информация
Люка — один из трех сыновей Паскаля и Лены (по национальности финка) Пуй; его братьев зовут Николя и Жонатан.
Начал играть в теннис поздно — в 8 лет. Любимое покрытие Пуя — хард, лучший удар — форхенд.

## Спортивная карьера

### Начало карьеры
Профессиональную карьеру Люка начинает в 2012 году. В конце того сезона он выиграл два первых титула на турнирах серии «фьючерс». В феврале 2013 Пуй дебютировал в основных соревнованиях Мирового тура ATP, сыграв на турнире в Монпелье. В первой своей встрече на таком уровне, получивший Уайлд-кард француз, уступил Виктору Троицки. В апреле он выигрывает «фьючерс» во Вьетнаме. В мае Люка впервые сыграл во взрослых турнирах серии Большого шлема, получив Уайлд-кард на Ролан Гаррос 2013 года. В первом раунде француз победил американца Алекса Кузнецова, а во втором раунде проиграл № 28 в мире на тот момент Григору Димитрову. В июле Пуй выиграл «фьючерс» в Эстонии.
В январе 2014 года французский теннисист сыграл на Открытом чемпионате Австралии, где в первом раунде проиграл Душану Лайовичу из Сербии. В мае на Открытом чемпионате Франции он также на старте уступает, но уже аргентинцу Хуану Монако. В конце сезона Пуй через квалификацию пробивается на турнир серии Мастерс в Париже. По ходу тех соревнований он смог выиграть 27-ю ракетку мира Иво Карловича (6-1, 6-4) и 20-ю Фабио Фоньини (7-6(5), 7-6(7)). В третьем раунде Пуй проиграл второму в мире Роджеру Федереру со счётом 4-6, 4-6.
В январе 2015 года Луке Пую удается выйти в полуфинал на турнире в Окленде, попав в основной розыгрыш в качестве лаки-лузера. На Открытом чемпионате Австралии он проиграл на старте соотечественнику из топ-20 Гаэлю Монфису. В апреле Пуй в мировом рейтинге впервые поднимается в топ-100. На кортах Ролан Гаррос он в первом же раунде проигрывает 13-му в мире Жилю Симону. На дебютном Уимблдонском турнире он также выступил неудачно, проиграв в первой матче Кевину Андерсону. Пройдя через квалификацию в июле на грунтовый турнир в Гамбурге, Люка сумел пройти в стадию полуфинала. На Открытом чемпионате США, как и на предыдущих в сезоне Больших шлемах, Пуй выбыл в первом раунде — в США его обыграл россиянин Евгению Донскому. Осенью на турнирах в Санкт-Петербурге и Москве французу удается выйти в 1/4 финала. Сезон 2015 года он завершает на 78-м месте в одиночном рейтинге.

### 2016—2017 (прогресс года, первые титулы и Кубок Дэвиса)

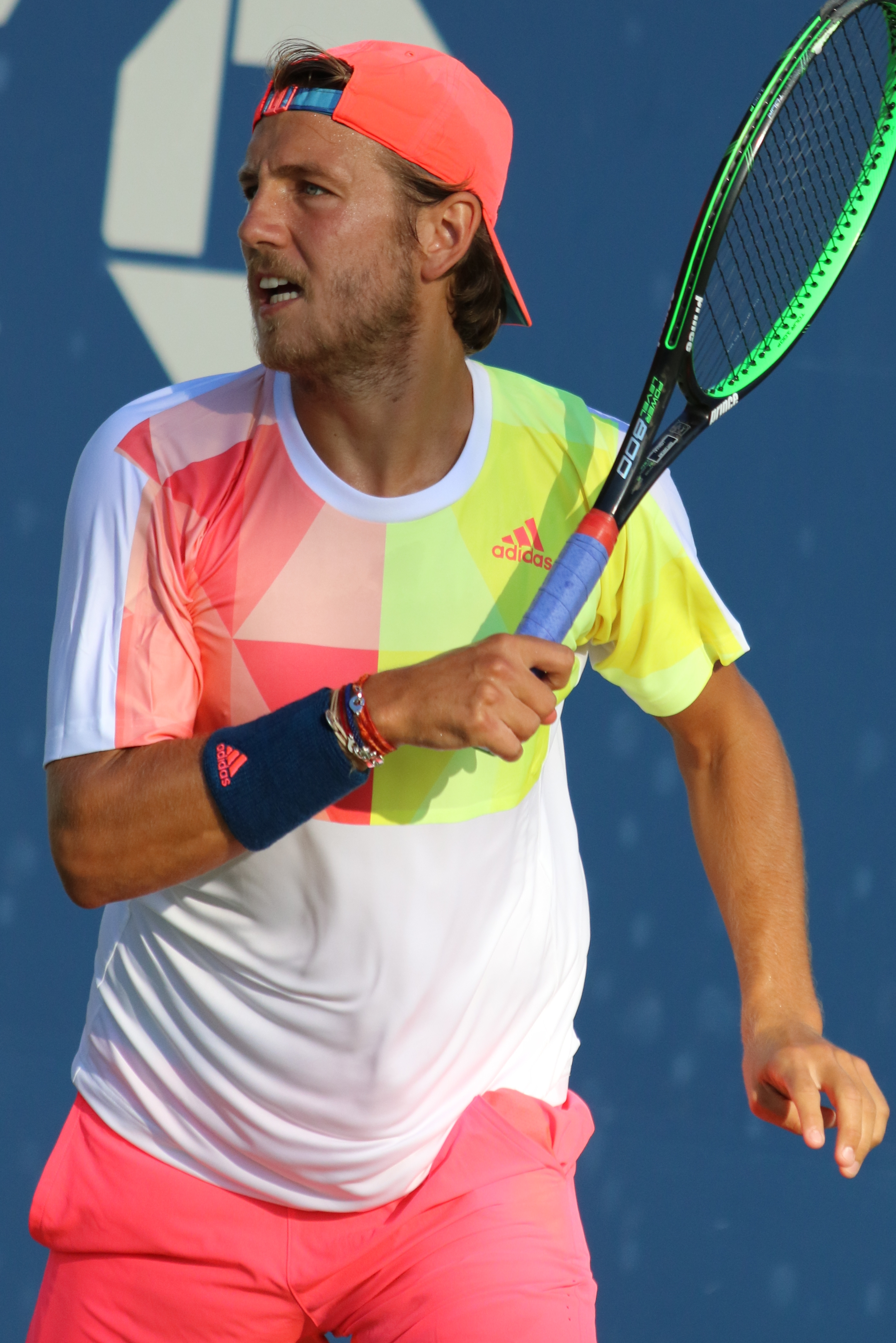
Пуй на Открытом чемпионате США 2016 года

2016 год становится успешным. На первом для себя в сезоне турнире в Брисбене он вышел в четвертьфинал. В соперники по первому раунду Открытого чемпионата Австралии ему достался сеяный Милош Раонич, которому француз и проиграл. В парном разряде совместно с Адрианом Маннарино он смог пройти в полуфинал. В марте на Мастерсе в Майами в матче третьего раунда Пуй обыгрывает игрока из топ-10 Давида Феррера — 6-7(1), 7-6(4), 7-5. На том турнире он вышел в четвёртый раунд. В апреле он становится финалистом турнира в Бухаресте, где проигрывает Фернандо Вердаско со счётом 3-6, 2-6. В мае на Мастерсе в Риме Люка в качестве лаки-лузера смог дойти до полуфинала, вновь обыграв в сезоне Давида Феррера (во втором раунде). На Открытом чемпионате Франции его результатом становится второй раунд. На Уимблдонском турнире Пуй выиграл у Мариуса Копила, Дональда Янга, Хуана Мартина дель Потро, Бернарда Томича и дошел до четвертьфинала, хотя ранее на турнирах Большого шлема его лучшим результатом был выход во второй раунд. В 1/4 финала он уступает Томашу Бердыху (№ 9 в мире).
В июле 2016 года Люка дебютировал в составе сборной Франции в четвертьфинале розыгрыша Кубка Дэвиса и сумел победить в своей одиночной встрече против Иржи Веселого. В сентябре на Открытом чемпионате США в матче четвёртого раунда он одержал победу над Рафаэлем Надалем 6-1 2-6 6-4 3-6 7-6(6) и таким образом попал во второй четвертьфинал Большого шлема. Путь в 1/2 финала для Пуя закрыл соотечественник Гаэль Монфис. Результат показанный в США позволил французскому теннисисту подняться в топ-20 мирового рейтинга. После удачного выступления в США сыграл за сборную в полуфинале Кубка Дэвиса против команды Хорватии. Пуй выиграл одну встречу и одну проиграл и его команда в итоге проиграла с общим счётом 2-3. В конце сентября Пуй выиграл свой первый титул ATP — в Меце, одолев в решающем матче Доминика Тима со счётом 7-6(5) 6-2. По итогам 2016 года Люка занял 15-е место в одиночной классификации и получил специальный приз от ассоциации за лучший прогресс года.
Первое успешное выступление Пуя в сезоне 2017 года пришлось на зальный турнир в Марселе, где он смог дойти до финала. В решающем матче Люка уступил соотечественнику Жо-Вильфриду Тсонга — 4-6, 4-6. После этого он отправился на турнир в Дубай и дошёл там до полуфинала. Хорошего результата Пуй добился в апреле на Мастерсе в Монте-Карло, пройдя в полуфинал. После этого ему удалось выиграть второй титул в Туре. На турнире в Будапеште он одержал четыре победы подряд и переиграл в финале Аляжа Бедене со счётом 6-3, 6-1. На Открытом чемпионате Франции Люка чуть улучшил своё достижение и впервые доиграл до стадии третьего раунда.
В июне 2017 года, перейдя на корты с травяным покрытием, Пуй выиграл турнир в Штутгарте. В решающем матче он нанёс поражение испанцу Фелисиано Лопесу — 4-6, 7-6(5), 6-4. Но на Уимблдоне ему не удалось далеко пройти и он завершил турнир во втором раунде. На Открытом чемпионате США он единственный раз в сезоне смог выйти в четвёртый раунд Большого шлема. В октябре Пуй выиграл третий титул в сезоне и первый в карьере серии ATP 500. В финале он выиграл у Жо-Вильфрида Тсонга — 6-1, 6-4. Одним из главных достижений Люки в сезоне стал выигранный со сборной Франции Кубок Дэвиса. В финале с Бельгии Пуй принёс решающее очко, выиграв в пятом матче у Стива Дарси. Второй год подряд француз завершил сезон в топ-20 мирового рейтинга.

### 2018—2019 (полуфинал в Австралии)

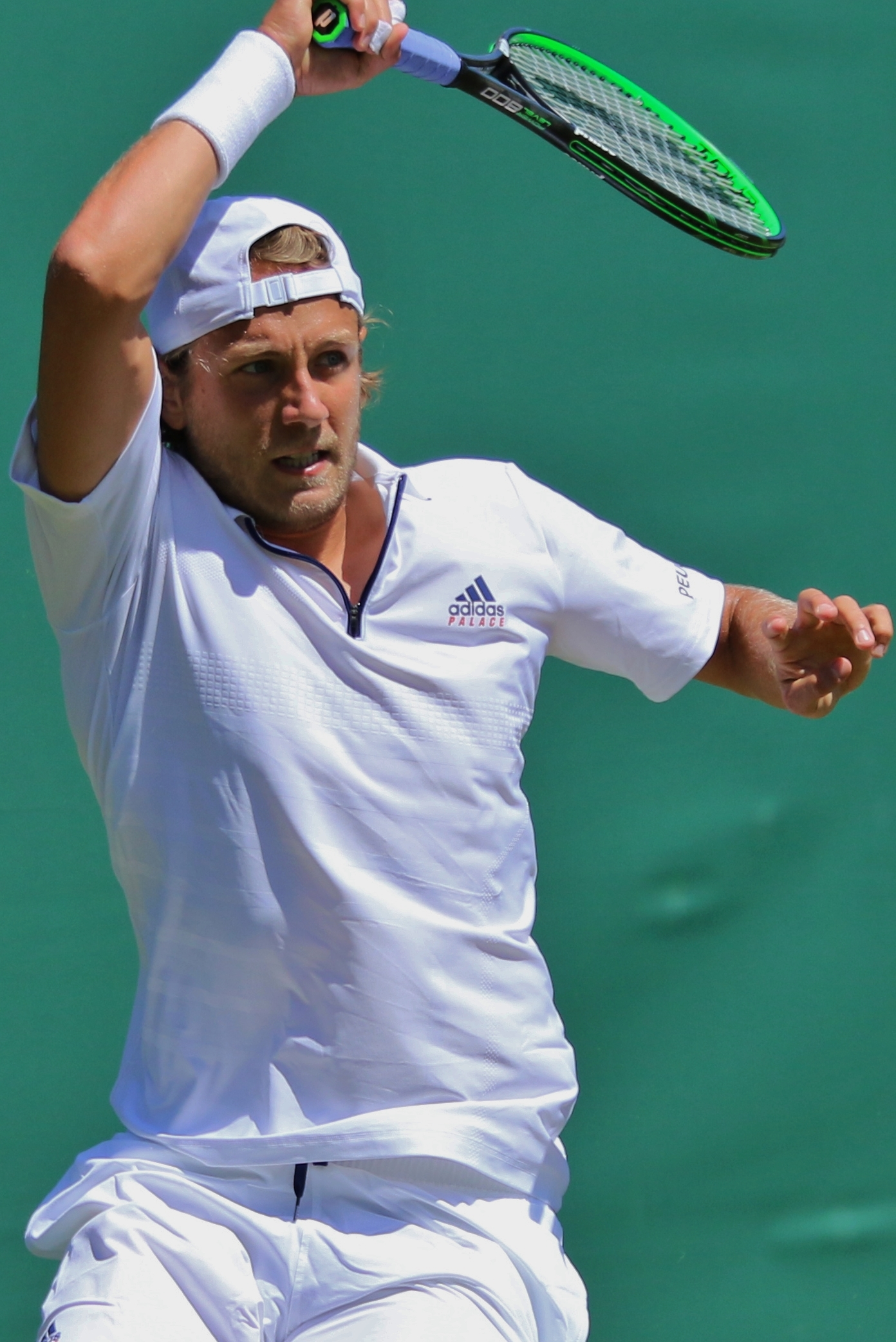
Пуй на Уимблдоне 2018 года

Пуй начал сезон 2018 года сразу с Открытого чемпионата Австралии и в первом же раунде проиграл бельгийскому теннисисту Рубену Бемельмансу. Пуй был призван играть за Францию в первом раунде Кубка Дэвиса 2018 года против Нидерландов, но он снялся за несколько часов до начала своего первого одиночного матча 2 февраля против Тимо Де Баккера из-за тортиколлиса. В феврале Пуй выиграл пятый в одиночном разряде титул ATP в карьере. Он отыграл два матчбола, когда проигрывал — 1-6, 3-5 против Жо-Вильфрид Тсонга в полуфинале, впоследствии выиграл матч на отказе Тсонга от продолжения матча при счёте 5-5 во втором сете. В финале Люка обыграл ещё одного француза Ришара Гаске — 7-6(2) 6-4. В конце месяца Пуй имел реальный шанс выиграть ещё один титул на турнире в Марселе, но в финале проиграл россиянину Карену Хачанову со счётом 5-7, 6-3, 5-7. На следующем для себя турнире, который прошёл в начале марта в Дубае, француз смог выйти в ещё один финал, в котором вновь проиграл — на этот раз Роберто Баутисте Агуту — 3-6, 4-6. После этой удачной серии 19 марта Пуй впервые в карьере смог подняться в топ-10 мирового рейтинга.
Грунтовую часть сезона 2018 года Пуй провёл не слишком удачно. Лучшим результатом стал выход в третий раунд на Открытом чемпионате Франции, где француз, посеянный пятнадцатым, уступил российскому спортсмену Карену Хачанову. Перейдя в июне на траву, Люка вышел в полуфинал турнира в Штутгарте, где год назад он стал победителем. Уимблдон завершился для него на стадии второго раунда. На Открытом чемпионате США Пуй прошёл в третий раунд. 8 ноября 2018 года Пуй объявил, что он и Эммануэль Планке, его тренер с 2012 года, решили прекратить сотрудничество по взаимному согласию. 6 декабря 2018 года было объявлено, что Амели Моресмо будет тренировать Люку начиная с начала 2019 года. На следующий день Моресмо уволилась с поста капитана сборной Франции, чтобы избежать конфликта интересов. По ходу сезона Пуй выступал за сборную в Кубке Дэвиса и помог ей достичь финала, принеся два очка в четвертьфинале против итальянцев и одно очко против испанцев в полуфинале. Второй год подряд стать обладателем престижного трофей у Франции не получилось, они уступили в финале сборной Хорватии со счётом 1-3, а Пуй проиграл свой матч лидеру хорватской команды Марину Чиличу.
Сезон 2019 года Пуй начал с четырёх поражений подряд в одиночном разряде (три на Кубке Хопмана и одно на турнире в Сиднее. Но затем француз преобразился и удачно сыграл на Открытом чемпионате Австралии. Люка был посеян 28-м и впервые в карьере вышел в полуфинал турнира Большого шлема. В третьем круге в очень упорном матче француз обыграл молодого австралийца Алексея Попырина — 7-6(3), 6-3 6-7(10), 4-6, 6-3. В четвёртом круге Пуй обыграл 11-го сеянного Борну Чорича в 4 сетах, а в четвертьфинале также в 4 сетах Люка обыграл Милоша Раонича. В полуфинале его разгромил Новак Джокович со счётом 6-0, 6-2, 6-2. Далее игра француза разладилась и он выбывал на ранних стадиях своих турниров. Для восстановления формы в мае он сыграл на турнире из серии «челленджер» в Бордо и сумел его выиграть. Это не особо помогло французу и он вновь продолжил неудачную серию.
Первого четвертьфинала в 2019 году после Австралии в основном туре он достиг в июне на траве в Штутгарте. В июле Люка на Уимблдонском турнире дошёл до третьего раунда, где проиграл в трёх сетах швейцарцу Роджеру Федереру. В августе ему удалось доиграть до четвертьфинала на Мастерсе в Цинциннати, а на Открытом чемпионате США, как и на Ролан Гаррос он дошёл только до второго раунда, где проиграл Дэниелу Эвансу в четырёх сетах. В сентябре Пуй вышел в полуфинал зального турнира в Меце. В начале октября доиграл до четвертьфинала в Токио. Последним турниром года для Пуя стал октябрьский Мастерс в Шанхае, где он проиграл во втором круге Джону Изнеру.

### 2020—2023

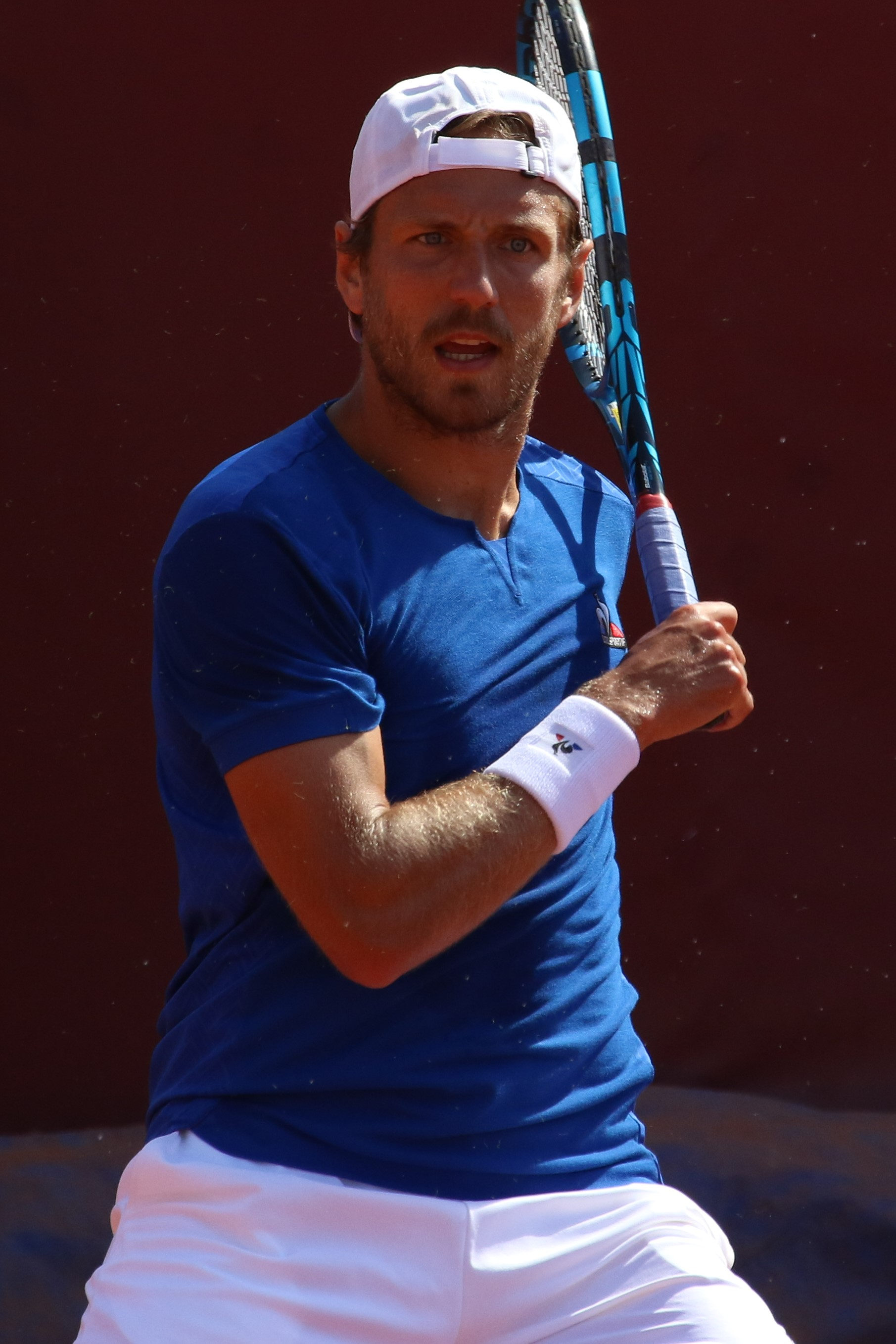
2022 год

За весь сезон 2020 году сыграл только один матч — в начале марта на «челленджере» в американском Индиан-Уэлсе, где сразу проиграл в одиночном разряде 250-й ракетке мира Ноа Рубину в двух сетах.
Сезон 2021 года Пуй начал в качестве игрока второй половины топ-100 одиночного рейтинга. В апреле дошёл до третьего круга Мастерса в Монте-Карло, где проиграл Алехандро Давидовичу Фокина. После этого на 8 из 9 турнирах не мог выиграть ни одного матча ни в квалификации, ни в основной сетке. На Открытом чемпионате Франции, Уимблдоне и Открытом чемпионате США вылетал в первом круге. В сентябре дошёл до финала «челленджера» в Касси. Сезон закончил на 155-м месте в рейтинге.
В феврале 2022 года дошёл до 1/4 финала турнира ATP 250 в Марселе, где уступил седьмой ракетке мира Андрею Рублёву (3-6, 6-1, 2-6).
На Открытом чемпионате Франции 2022 года в первом круге проиграл чеху Зденеку Коларжу — 3-6, 6-4, 5-7, 4-6. Во второй половине сезона 2022 года на турнирах не выступал.
В начале 2023 года, откатившись в 4-ю сотню рейтинга, выступал в квалификациях турниров уровня «челленджер».

## Рейтинг на конец года
| Год  | Одиночный рейтинг | Парный рейтинг |
| 2024 | 101               | 296            |
| 2023 | 330               | 864            |
| 2022 | 381               | 625            |
| 2021 | 155               | 500            |
| 2020 | 70                | 226            |
| 2019 | 22                | 212            |
| 2018 | 32                | 203            |
| 2017 | 18                | 159            |
| 2016 | 15                | 88             |
| 2015 | 78                | 263            |
| 2014 | 133               | 813            |
| 2013 | 204               | —              |
| 2012 | 431               | 1 174          |
| 2011 | 1 618             | —              |

По данным официального сайта ATP на последнюю неделю года.

## Выступления на турнирах

### Финалы турнировATPв одиночном разряде (9)

#### Победы (5)
| Легенда                     |
| --------------------------- |
| Турниры Большого шлема (0)* |
| Итоговый турнир ATP (0)     |
| Мастерс (0)                 |
| АТР 500 (1)                 |
| АТР 250 (4)                 |

| Титулы по покрытиям | Титулы по месту проведения матчей турнира |
| ------------------- | ----------------------------------------- |
| Хард (3)*           | Зал (3)                                   |
| Грунт (1)           | Зал (3)                                   |
| Трава (1)           | Открытый воздух (2)                       |
| Ковёр (0)           | Открытый воздух (2)                       |

* количество побед в одиночном разряде.
| №  | Дата             | Турнир             | Покрытие   | Соперник в финале  | Счёт в финале  |
| 1. | 25 сентября 2016 | Мец, Франция       | Хард (зал) | Доминик Тим        | 7-6(5) 6-2     |
| 2. | 30 апреля 2017   | Будапешт, Венгрия  | Грунт      | Аляж Бедене        | 6-3 6-1        |
| 3. | 18 июня 2017     | Штутгарт, Германия | Трава      | Фелисиано Лопес    | 4-6 7-6(5) 6-4 |
| 4. | 29 октября 2017  | Вена, Австрия      | Хард (зал) | Жо-Вильфрид Тсонга | 6-1 6-4        |
| 5. | 11 февраля 2018  | Монпелье, Франция  | Хард (зал) | Ришар Гаске        | 7-6(2) 6-4     |

#### Поражения (4)
| №  | Дата            | Турнир               | Покрытие   | Соперник в финале     | Счёт        |
| 1. | 24 апреля 2016  | Бухарест, Румыния    | Грунт      | Фернандо Вердаско     | 3-6 2-6     |
| 2. | 26 февраля 2017 | Марсель, Франция     | Хард (зал) | Жо-Вильфрид Тсонга    | 4-6 4-6     |
| 3. | 25 февраля 2018 | Марсель, Франция (2) | Хард (зал) | Карен Хачанов         | 5-7 6-3 5-7 |
| 4. | 3 марта 2018    | Дубай, ОАЭ           | Хард       | Роберто Баутиста Агут | 3-6 4-6     |

### Финалы челленджеров и фьючерсов в одиночном разряде (12)

#### Победы (5)
| Условные обозначения |
| Челленджеры (1)*     |
| Фьючерсы (4)         |

| Титулы по покрытиям | Титулы по месту проведения матчей турнира |
| ------------------- | ----------------------------------------- |
| Хард (3)*           | Зал (0)                                   |
| Грунт (2)           | Зал (0)                                   |
| Трава (0)           | Открытый воздух (5)                       |
| Ковёр (0)           | Открытый воздух (5)                       |

* количество побед в одиночном разряде.
| №  | Дата           | Турнир           | Покрытие | Соперник в финале | Счёт       |
| 1. | 11 ноября 2012 | Мерида, Мексика  | Хард     | Маттиас Бург      | 6-4 6-1    |
| 2. | 18 ноября 2012 | Мерида, Мексика  | Хард     | Филип Пеливо      | 6-3 6-3    |
| 3. | 14 апреля 2013 | Хошимин, Вьетнам | Хард     | Маттиас Бург      | 7-6(4) 6-2 |
| 4. | 21 июля 2013   | Таллин, Эстония  | Грунт    | Иван Неделько     | 6-2 6-1    |
| 5. | 5 мая 2019     | Бордо, Франция   | Грунт    | Микаэль Имер      | 6-3 6-3    |

#### Поражения (7)
| №  | Дата             | Турнир                     | Покрытие   | Соперник в финале | Счёт           |
| 1. | 20 мая 2012      | Бостад, Швеция             | Грунт      | Тимо Ниеминен     | 6-2 5-7 2-6    |
| 2. | 30 сентября 2012 | Сокобаня, Сербия           | Грунт      | Йозеф Ковалик     | 3-6 7-5 4-6    |
| 3. | 31 марта 2013    | Бакльеу, Вьетнам           | Хард       | Лоран Рекудерк    | 6-0 4-6 6-7(4) |
| 4. | 20 сентября 2014 | Мекнес, Марокко            | Грунт      | Киммер Коппеянс   | 6-4 2-6 2-6    |
| 5. | 15 ноября 2015   | Муийрон-ле-Каптиф, Франция | Хард (зал) | Бенуа Пер         | 4-6 6-1 6-7(7) |
| 6. | 12 сентября 2021 | Кассис, Франция            | Хард       | Бенжамен Бонзи    | 6-7(4) 4-6     |
| 7. | 7 января 2024    | Нонтхабури, Таиланд        | Хард       | Валентин Вашро    | 2-3 — отказ    |

### Финалы челленджеров и фьючерсов в парном разряде (3)

#### Поражения (3)
| №  | Дата           | Турнир         | Покрытие | Партнёр           | Соперники в финале             | Счёт           |
| 1. | 1 июля 2012    | Тулон, Франция | Грунт    | Грегуар Баррер    | Оливье Патьянс Николя Ренаван  | 3-6 6-4 [8-10] |
| 2. | 17 мая 2015    | Бордо, Франция | Грунт    | Сергей Стаховский | Тимо де Баккер Робин Хасе      | 3-6 5-7        |
| 3. | 21 апреля 2022 | Прага, Чехия   | Грунт    | Тристан Ламасин   | Шимон Вальков Франсишку Кабрал | 2-6 6-7(12)    |

### Финалы командных турниров (2)

#### Победы (1)
| №  | Год  | Турнир       | Команда                                         | Соперник в финале                                  | Счёт |
| -- | ---- | ------------ | ----------------------------------------------- | -------------------------------------------------- | ---- |
| 1. | 2017 | Кубок Дэвиса | Франция Р.Гаске, Л.Пуй, Ж.-В.Тсонга, П.-Ю.Эрбер | Бельгия Р.Бемельманс, Д.Гоффен, С.Дарси, Й.де Лоре | 3-2  |

#### Поражения (1)
| №  | Год  | Турнир       | Команда                                                | Соперник в финале                           | Счёт |
| 1. | 2018 | Кубок Дэвиса | Франция Н.Маю, Л.Пуй, Ж.-В.Тсонга, Ж.Шарди, П.-Ю.Эрбер | Хорватия И.Додиг, М.Павич, М.Чилич, Б.Чорич | 1-3  |

## История выступлений на турнирах
По состоянию на 20 февраля 2025 года
Для того, чтобы предотвратить неразбериху и удваивание счета, информация в этой таблице корректируется только по окончании турнира или по окончании участия там данного игрока.
| Турнир                       | 2013  | 2014  | 2015  | 2016  | 2017  | 2018  | 2019  | 2021          | 2022          | 2023  | 2024  | 2025  | Итог   | В/П за карьеру |
| ---------------------------- | ----- | ----- | ----- | ----- | ----- | ----- | ----- | ------------- | ------------- | ----- | ----- | ----- | ------ | -------------- |
| Турниры Большого шлема       |       |       |       |       |       |       |       |               |               |       |       |       |        |                |
| Открытый чемпионат Австралии | К2    | 1Р    | 1Р    | 1Р    | 1Р    | 1Р    | 1/2   | -             | 1Р            | -     | -     | 1Р    | 0 / 8  | 5-8            |
| Открытый чемпионат Франции   | 2Р    | 1Р    | 1Р    | 2Р    | 3Р    | 3Р    | 2Р    | 1Р            | 1Р            | 2Р    | K1    |       | 0 / 10 | 8-10           |
| Уимблдонский турнир          | -     | К1    | 1Р    | 1/4   | 2Р    | 2Р    | 3Р    | 1Р            | -             | К3    | 3Р    |       | 0 / 7  | 10-6           |
| Открытый чемпионат США       | К2    | -     | 1Р    | 1/4   | 4Р    | 3Р    | 2Р    | 1Р            | -             | -     | K3    |       | 0 / 6  | 10-6           |
| Итог                         | 0 / 1 | 0 / 2 | 0 / 4 | 0 / 4 | 0 / 4 | 0 / 4 | 0 / 4 | 0 / 3         | 0 / 2         | 0 / 1 | 0 / 1 | 0 / 1 | 0 / 31 |                |
| В/П в сезоне                 | 1-1   | 0-2   | 0-4   | 9-4   | 6-4   | 5-4   | 9-4   | 0-3           | 0-2           | 1-1   | 2-0   | 0-1   |        | 33-30          |
| Турниры Мастерс              |       |       |       |       |       |       |       |               |               |       |       |       |        |                |
| Индиан-Уэлс                  | -     | -     | -     | 1Р    | 3Р    | 2Р    | 2Р    | -             | -             | -     | 2Р    |       | 0 / 5  | 2-5            |
| Майами                       | -     | -     | -     | 4Р    | 2Р    | -     | 2Р    | -             | -             | -     | -     |       | 0 / 3  | 3-3            |
| Монте-Карло                  | -     | -     | 2Р    | 3Р    | 1/2   | 2Р    | 1Р    | 3Р            | -             | -     | K1    |       | 0 / 6  | 9-6            |
| Мадрид                       | -     | К1    | -     | 2Р    | 1Р    | 1Р    | 2Р    | -             | 2Р            | -     | K1    |       | 0 / 5  | 3-5            |
| Рим                          | -     | -     | -     | 1/2   | 1Р    | 2Р    | 1Р    | -             | -             | -     | -     |       | 0 / 4  | 3-4            |
| Монреаль/Торонто             | -     | -     | -     | 2Р    | 1Р    | 1Р    | 1Р    | -             | -             | -     | -     |       | 0 / 4  | 1-4            |
| Цинциннати                   | -     | -     | -     | 1Р    | -     | 2Р    | 1/4   | -             | -             | -     | -     |       | 0 / 3  | 4-3            |
| Шанхай                       | -     | -     | К1    | 3Р    | 2Р    | -     | 2Р    | Не проводился | Не проводился | -     | -     |       | 0 / 3  | 4-3            |
| Париж                        | -     | 3Р    | 1Р    | 3Р    | 3Р    | 1Р    | -     | К1            | -             | -     | -     |       | 0 / 5  | 4-5            |
| Статистика за карьеру        |       |       |       |       |       |       |       |               |               |       |       |       |        |                |
| Проведено финалов            | 0     | 0     | 0     | 2     | 4     | 3     | 0     | 0             | 0             | 0     | 0     | 0     |        | 9              |
| Выиграно турниров АТП        | 0     | 0     | 0     | 1     | 3     | 1     | 0     | 0             | 0             | 0     | 0     | 0     |        | 5              |
| В/П: всего                   | 1-4   | 2-4   | 12-14 | 34-22 | 36-22 | 25-21 | 21-21 | 5-14          | 3-6           | 1-1   | 3-3   | 0-2   |        | 143-134        |
| Σ % побед                    | 20 %  | 33 %  | 46 %  | 61 %  | 62 %  | 54 %  | 50 %  | 26 %          | 33 %          | 50 %  | 50 %  | 0 %   |        | 51,7 %         |

К — проигрыш в квалификационном турнире.